# Аксуат (Казалинский район)
Аксуат (каз. Ақсуат) — село в Казалинском районе Кызылординской области Казахстана. Административный центр Майлыбасского сельского округа. Код КАТО — 434449100.

## Население
В 1999 году население села составляло 1252 человека (657 мужчин и 595 женщин). По данным переписи 2009 года, в селе проживали 1044 человека (502 мужчины и 542 женщины).